# Journal von Tiefurt
Das Journal von Tiefurt war eine in den Jahren 1781 bis 1784 erscheinende Publikation am Weimarer Hof von Herzogin Anna Amalia. Diese kann als Gesellschaftszeitschrift bezeichnet werden.

## Geschichte
Im August 1781 erschien folgende Ankündigung, ein sogenanntes Advertisement: 
Es ist eine Gesellschaft von Gelehrten, Künstlern, Poeten und Staatsleuten, beyderley Geschlechtes, zusammengetreten, und hat sich vorgenommen als was Politick, Witz, Talente und Verstand, in unsern dermalen so merkwürdigen Zeiten, hervorbringen, in einer periodischen Schrift den Augen eines sich selbst gewählten Publikums vorzulegen.
Initiantin war die Herzogin Anna Amalia. Das nach Schloss Tiefurt in Tiefurt benannte Journal ist insofern ein gewissermaßen spielerisches Beiwerk der Geselligkeit im Kreise um Anna Amalia und ging in die Legende des Weimarer Musenhofes ein.
Das Journal von Tiefurt erschien zwischen 1781 und 1784 in 49 Nummern. Es war im Vornherein nur zur Verbreitung im engeren Kreis um die Herzogin Anna Amalia bestimmt. Die wenigen handgeschriebenen Exemplaren jeder Ausgabe wurde nach der Lektüre weitergereicht.

## Zweck
Neben der reinen Unterhaltung des Kreises um die Herzogin diente es auch als Gegenprogramm zum preußischen König Friedrich II. Dieser behauptete in seinem 1780 erschienenen Pamphlet De la littérature allemande, eine schöne deutsche Literatur gäbe es gar nicht. Er zielte damit ausdrücklich auch auf Goethe:
Wie kann ein solch ungereimter Mischmasch aus Gemeinem und Erhabenem, aus Possenreißerei und Tragischem gefallen? Man kann Shakespeare diese absonderliche Verirrungen nachsehen; denn die Geburtsstunde der Künste ist nie zugleich der Zeitpunkt ihrer Reife. Aber da erscheint nun ein „Götz von Berlichingen“ auf der Bühne, eine abscheuliche Nachahmung dieser schlechten englischen Stücke … Ich weiß, über den Geschmack streitet man nicht, erlauben sie mir jedoch, Ihnen zu sagen, daß diejenigen, die an Seiltänzern und Marionetten gleich viel Vergnügen finden wie an Racine, ja nur die Zeit totschlagen wollen, sie geben dem, was die Augen anspricht und nur bloße Schaustellung ist, den Vorzug von dem, was den Geist anregt und zu Herzen geht.
Die Weimarer empfanden das als eine Ehrverletzung. Der preußische König sprach ihrer Stadt und damit zugleich dem herzoglichen Hof den Rang als Ort der Kultur ab. Das Journal von Tiefurt sollte (auch) zeigen, welcher Esprit in Weimar wirkte. In einem hatte aber der Preußenkönig wohl recht. Das Journal war auch ein Mittel zum Zeitvertreib gegen die Langeweile, die sicherlich am Musenhofe zu Tiefurt herrschte.

## Autoren
Zu den Autoren des Journal von Tiefurth zählten neben Johann Wolfgang Goethe, Johann Gottfried Herder und Christoph Martin Wieland auch die Kammerherren Karl Siegmund von Seckendorff, Schriftsteller und Komponist, sowie Friedrich Hildebrand von Einsiedel, Goethes „Urfreund“ Karl Ludwig von Knebel und der Darmstädter Freund Johann Heinrich Merck. Weil die Autoren anonym blieben, konnten sich auch hochgestellte Persönlichkeiten beteiligen, so Herzog Carl August von Sachsen-Weimar-Eisenach (1757–1828), Prinz August von Sachsen-Gotha-Altenburg und Karl Theodor von Dalberg, der mainzische Statthalter in Erfurt. Wie diese Genannten trugen als Autorinnen oder Übersetzerinnen zum Journal von Tiefurth bei: Herzogin Anna Amalia, die Gräfin Emilie von Werthern, Luise von Göchhausen, Sophie von Schardt und Caroline Herder.

## Rezeption
Bernhard Suphan und Eduard von der Hellen veröffentlichten 1892 im Namen der Goethe-Gesellschaft Weimar eine erste gedruckte Ausgabe. 2011 erschien, ebenfalls von der Goethe-Gesellschaft Weimar veranlasst, eine Neuedition des Journals.
Die seit 1992 herausgegebene Zeitschrift Elbhang-Kurier zitiert in ihrer Selbstdarstellung eine Aussage von Herzogin Anna Amalia über das von ihr herausgegebene Tiefurter Journal: eine „bezaubernde Mischung aus hoher Kultur und banaler Nachricht“.

## Trivia
Seit 2013 wird in Erinnerung an das Journal von Tiefurt ein Magazin für den Ortsteil Tiefurt herausgegeben.

## Ausgaben
- Das Journal von Tiefurt, hrsg. v. Eduard von der Hellen, Einleitung v. Bernhard Suphan. Reihe: Schriften der Goethe-Gesellschaft, 7. Weimar 1892 Digitalisat
- „Es ward als ein Wochenblatt zum Scherze angefangen.“ Das Journal von Tiefurt. Hrsg. v. Jutta Heinz, Jochen Golz, Wallstein, Göttingen 2011 ISBN 978-3-8353-0957-9